# Коробчану Анатолій Володимирович
Анатолій Володимирович Коробчану (10 січня 1922, місто Сороки, тепер Молдова — 16 листопада 1976, місто Кишинів, тепер Молдова) — радянський молдавський державний діяч, заступник голови Ради міністрів Молдавської РСР. Кандидат у члени ЦК Комуністичної партії Молдавії в 1960—1963 роках. Член ЦК Комуністичної партії Молдавії в 1963—1971 роках. Депутат Верховної Ради Молдавської РСР 6—7-го скликань.

## Життєпис
Навчався в румунських ліцеях міст Сороки та Тігіна (Бендери).
Учасник німецько-радянської війни. З 1943 року був радистом спецгрупи, потім командиром окремої партизанської розвідувальної групи при 1-му Молдавському партизанському з'єднанні.
З 1945 року працював журналістом редакції газети «Тинеримя Молдовей».
Член ВКП(б) з 1947 року.
У 1949 році закінчив Всесоюзний юридичний заочний інститут.
У 1949—1953 роках — редактор та завідувач відділу перекладів Інституту історії партії при ЦК КП(б) Молдавії — філіалі Інституту Маркса—Енгельса—Леніна при ЦК ВКП(б).
У 1953—1954 роках — заступник міністра культури Молдавської РСР.
У 1954—1955 роках — слухач річних курсів керівних працівників при ЦК КПРС у Москві.
У 1955—1958 роках — заступник міністра культури Молдавської РСР.
У 1958—1959 роках — 1-й заступник міністра культури Молдавської РСР.
У 1959—1962 роках — 2-й секретар Кишинівського міського комітету КП Молдавії.
У 1962—1963 роках — завідувач відділу адміністративних і торгово-фінансових органів ЦК КП Молдавії.
У 1963 році — заступник голови Комітету партійно-державного контролю Молдавської РСР.
4 квітня 1963 — 17 листопада 1970 року — заступник голови Ради міністрів Молдавської РСР з питань культури, освіти, науки та охорони здоров'я. У листопаді 1970 року був звинувачений у «пасивності в боротьбі з проявами націоналізму» та переведений зі зниженням на посаду заступника міністра юстиції Молдавської РСР.
У 1970—1976 роках — заступник міністра юстиції Молдавської РСР.
Помер 16 листопада 1976 року в Кишиневі. Похований на Вірменському цвинтарі Кишинева.

## Нагороди
- орден Трудового Червоного Прапора
- медалі